# Ityphilus grandis
Ityphilus grandis är en mångfotingart som först beskrevs av Frank Archibald Sinclair Turk 1955.  Ityphilus grandis ingår i släktet Ityphilus och familjen Ballophilidae.
Artens utbredningsområde är Peru. Inga underarter finns listade i Catalogue of Life.